# بحيرة الشارع (سامراء)
بحيرة الشارع وتسمى خطأً باسم بحيرة الشاري، وهي بحيرة مستطيلة الشكل، تقع في اراضي العيث، في الجانب الشرقي من سامراء، بين نهر دجلة ونهر العظيم. تستمد مياهها من مياه الوديان المنحدرة من جبال حمرين والاراضي المجاورة لها اثناء هطول الأمطار في موسم الشتاء وتدخلها المياه من اطرافها الثلاث الشمالية والغربية والشرقية، اما طرفها الجنوبي فانه واطيء وينتهي إلى وادي طبيعي يسمى وادي السدة وينتهي هذا الوادي عند نهر دجلة، حيث يصب مياهه الفائضة في نقطة تقع أمام مدينة بلد الحالية، الواقعة في الجهة الغربية من الوادي.
كانت مياه الفيضان في نهر الزاب تنصب في نهر العظيم، شمال سد العظيم (بند العظيم) عن طريق نهر العباسي ونهر الفيل المتصلين بوادي زغيتون الذي يمتد من الزاب الصغير وينتهي إلى نهر العظيم شمال موقع السد بقليل. وكانت المياه تحول هذه المياه مع مياه نهر العظيم الفائضة إلى بحيرة الشارع.
وكان يستفاد من المياه المخزنة في بحيرة الشارع إلى رفع نسبة مياه نهر النهروان في موسم الصيهود (شدة الحر)، الذي تنخفض فيه مياه نهر دجلة، وتحول مياه البحيرة عن طريق وادي السدة والذي كان يعرف باسم وادي الراجع ولعله سمي بالراجع لكونه كان يرجع مياه البحيرة إلى النهروان.
ان طبيعة الأراضي بالمنطقة المعروفة بالسيحة والعيث والتي تمتد مع بحيرة الشارع، تدل على ان مياه نهر العظيم الزائدة كانت تحول في موسم الفيضان إلى بحيرة الشارع عن طريق نهر البت ووادي عيلة التي يصب في بحيرة الشارع عند حدها الجنوبي الشرقي.